# 信成県
信成県（しんせい-けん）は中華人民共和国河北省にかつて存在した県。現在の邢台市清河県北西部に相当する。史料により信城県とも表記される。
前漢により設置され、後漢により廃止された。